# Буюклиева, Невена

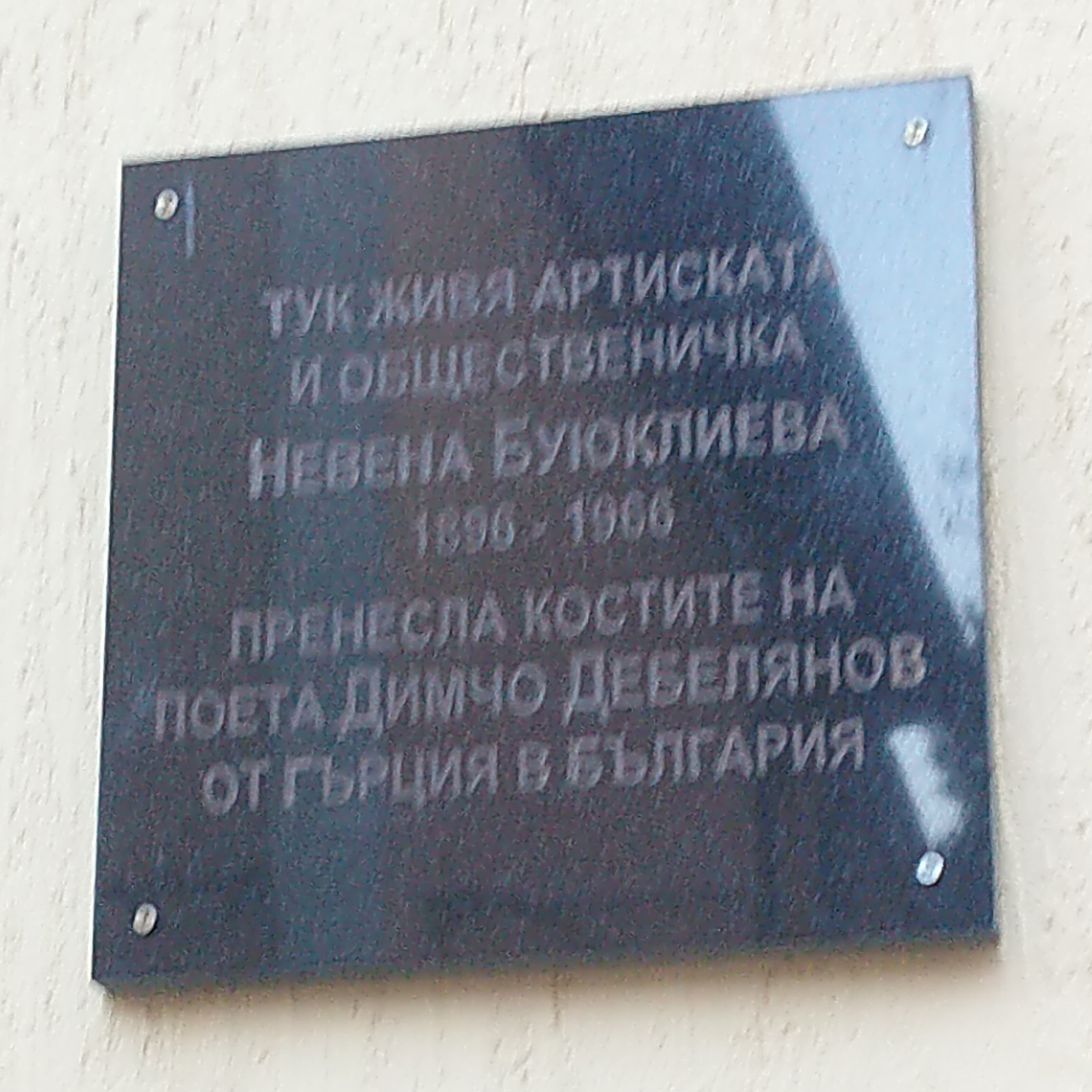
Мемориальная доска в Софии

Невена Стоянова Буюклиева (болг. Невена Стоянова Буюклиева; 24 февраля 1896, София, Княжество Болгария — 2 июня 1966, София, БНР) — болгарская актриса
 театра и кино, общественный деятель. Заслуженная артистка НРБ. Народная артистка НРБ (1952). Лауреат Димитровской премии (1950).

## Биография
Родилась в семье участника Первой Балканской войны. В 1915 г. окончила гимназию. Некоторое время учительствовала.
В 1919 году начала сценическую деятельность. С 1923 по 1966 год работала в софийском Народном театре (ныне Национальный театр Ивана Вазова).
Исполнила десятки лирических и драматических ролей, в том числе в пьесах Мольера, Шекспира, Шиллера, А. Грибоедова, А. Островского, Ф. Достоевского, П. Тодорова, К. Зидарова, А. Страшимирова, Ц. Церковского и др.
Снималась в кино («Герои Сентября», 1954).
Занималась общественной деятельностью. Была инициатором сбора средств для перенесения останков болгарского поэта Димчо Дебелянова из Греции на родину (1931).